# Krassimir Karakatchanov
Krassimir Karakachanov (Красимир Каракачанов, en bulgare), né le 29 mars 1965 à Roussé, est un homme politique bulgare.

## Biographie
Il naît le 29 mars 1965 à Roussé. Son père, Doncho Karakachanov, est membre du parti paysan BZNS allié aux régime communiste avant 1989 ; il est député plusieurs fois dans l'Assemblée nationale sous le régime communiste, mais aussi agent secret de la police communiste (DS).
Après son service militaire 1983-1985, Krassimir Karakachanov est admis comme étudiant d'histoire à l'université de Veliko Tarnovo. En troisième année d'étude, il est transféré avec l'aide de son père à l'université de Sofia St Clément d'Ohrid. Peu après, il est recruté comme agent de la police secrète communiste (11 mai 1989).
Il est président du VMRO - Mouvement national bulgare et, au côté de Valeri Simeonov, porte-parole de la coalition Patriotes unis. 
Dans le gouvernement Borissov III, de 2017 à 2021, il est vice-Premier ministre chargé de l'Ordre public et de la Sécurité, et ministre de la Défense. 

## Prises de position
Nationaliste, il s'oppose à l'adhésion de la Macédoine du Nord à l'Union européenne.
Il s'est également opposé, avec succès, à la ratification de la Convention d'Istanbul, qui visait à renforcer la lutte contre les violences faites aux femmes.
Il est par ailleurs très hostile au mariage homosexuel.
En 2019, il présente un plan sur la « question tsigane », prévoyant de priver d'allocations les parents roms qui n'envoient pas leurs enfants à l'école et d'offrir des avortements gratuits aux mères de familles roms célibataires ayant déjà trois enfants.